# Uti possidetis
Az uti possidetis (latinul: „ahogy éppen birtokoljátok”) egy nemzetközi jogi elv, melyet főként a határok megállapításában alkalmaznak. Az elv alapján amikor egy gyarmat függetlenné válik, a gyarmat határait elfogadják a létrejövő  független állam határaiként. Ez az elv, melyet az amerikai spanyol gyarmatok függetlenedésekor használtak először a gyorsaság kedvéért azóta máshol is alkalmazásra került amikor egy birodalom kivonul egy területről.
Az Afrikai Unió elődje, az Afrikai Egység Szervezete második csúcstalálkozóján Kairóban 1964-ben kifejezetten elfogadta ezt az elvet. Ennek értelmében gyakorlatilag megerősítette az 1885-ös berlini konferencia által kijelölt gyarmati határokat és minden tagállam megfogadta hogy tiszteletben tartja a gyarmati korszakból örökölt határokat. Idővel ez fontos részévé vált az afrikai politikának, melyet felhasználtak a szecesszionista mozgalmak érveivel szemben. 1964 óta az afrikai határok többé-kevésbé változatlanok maradtak. Kivételként megemlíthető Eritrea 1991-es megalakulása, a Walwis-öböl kikötőjének dél-afrikai fennhatóság alól namíbiai alá kerülése 1994-ben, valamint Dél-Szudán megalakulása 2011-ben.
Az uti possidetis elvet a hadviselő felek ingó közvagyonának esetében is használják. Amennyiben a békeszerződés nem rendelkezik másként, minden fél megtartja azokat a tárgyakat, amiket az ellenségeskedés megszűnésekor birtokolt.